# Népétalactol
Le népétalactol est un iridoïde de formule C10H16O2. Il est produit à partir du 8-oxogéranial par l'enzyme iridoïde synthase. Le népétalactol est un substrat de l'enzyme iridoïde oxydase (IO) qui produit l'acide 7-désoxyloganétique. Il a été identifié dans Actinidia polygama — la vigne argentée — comme un attractif majeur pour les chats et un répulsif contre les moustiques. Le fait que les moustiques piquent moins souvent les chats avec du népétalactol sur leur fourrure peut expliquer pourquoi les chats sont attirés par la vigne argentée en premier lieu.